# 有教無類法案
有教无类法案（No Child Left Behind Act of 2001，Public Law 107-110），又譯為不讓任何孩子落後法案，简称为NCLB，是2002年1月8日由美國總統喬治·沃克·布希签署的一项美国联邦法律，该法案的措施的效力和愿望仍在引起热烈的辩论。

## 教师
不让任何孩子落后法案要求到2005-2006学年末，所有教师达到法案所定义的“非常合格”——完成州证明和执照。新教师必须满足以下条件：
- 至少拥有学士学位
- 小学教师必须通过全州考试，证明其阅读／语言艺术、写作、数学等小学课程基础领域的学科知识和教学技能。
- 中学教师必须通过全州任教学科考试

其他教师必须拥有学士学位，并通过全州的学科知识和教学技能考试。这些要求引起了许多辩论，特别是对于特殊教育教师和小型乡村学校的教师难以执行，他们常常要同时教许多年级和科目。更多信息参见美国教育部网站：教师质量指南 （页面存档备份，存于）

## 学生考试
全国所有3－8年级学生每年必须接受各州政府的阅读和数学统考。到2007-2008学年末，3–5、6–9、10－11年级将各进行一次理科统考。

## 公立学校择校
也称School of Choice，各学校必须在一学年内取得规定的进步，否则学生可以要求转学。国会后来大幅度增长投资，为学区提供资金。

## 年度进步评估
NCLB在每年会对学校通过标准化测试的方法进行评估，这称为Adequately Yearly Progress（AYP），无法通过这项评估的学校会收到各种强制补救措施，比方增加财政投入、加强教师培训、学校托管甚至是关闭学校。

## 名称由来
该法案名称的最可能的来源是the liberal advocacy group Children's Defense Fund(CDF)的格言，“不让任何孩子落后。”（"Leave No Child Behind."）这个CDF的座右铭本身最可能来源于美國陸軍遊騎兵的座右铭：“不让任何一个人被落下。”（"Leave No Man Behind."）